# Попасное (Донецкая область)
Попасное (укр. Попасне) — село в Константиновской городской общине Краматорского района Донецкой области Украины.

## Общие сведения
Население по переписи 2001 года составляло 35 человек. Почтовый индекс — 85131. Телефонный код — 6272.